# NGC 2470
NGC 2470 је спирална галаксија у сазвежђу Мали пас која се налази на NGC листи објеката дубоког неба.
Деклинација објекта је + 4° 27' 36" а ректасцензија 7h 54m 20,4s. Привидна величина (магнитуда) објекта NGC 2470 износи 12,9 а фотографска магнитуда 13,7. NGC 2470 је још познат и под ознакама UGC 4091, MCG 1-20-9, CGCG 30-29, IRAS 07517+0435, PGC 22137.